# Гвозница
Гвозница (бел. Гвозніца) — агрогородок в Малоритском районе Брестской области Беларуси. Административный центр Гвозницкого сельсовета. Население — 367 человек (2019).

## География
Гвозница находится в 12 км к северо-западу от центра города Малорита. В 18 км к западу проходит граница с Польшей, проведённая здесь по реке Западный Буг. Местность принадлежит бассейну Западного Буга, вокруг деревни существует сеть мелиоративных каналов со стоком в эту реку, а южнее — обширные заболоченные торфяники также со стоком в Западный Буг. Через Гвозницу проходит местная дорога Малорита — Знаменка.

## Культура
- Дом культуры
- Музей ГУО "Гвозницкая средняя школа"

## Достопримечательности
- Православная Успенская церковь —  Историко-культурная ценность Республики Беларусь, шифр 113Г000500. Согласно данным «Гродненского православно-церковного календаря» 1899 года издания построена в 1816 году
- Братская могила советских воинов, партизан и жертв фашизма. Всего похоронено более 100 человек. В 1956 году установлен памятник — скульптура воина[2].

И церковь и братская могила включены в Государственный список историко-культурных ценностей Республики Беларусь.